# Phyllanthus pumilus
Phyllanthus pumilus là một loài thực vật có hoa trong họ Diệp hạ châu. Loài này được (Blanco) Müll.Arg. miêu tả khoa học đầu tiên năm 1866.